# St. Johann Baptist (Aufkirchen)

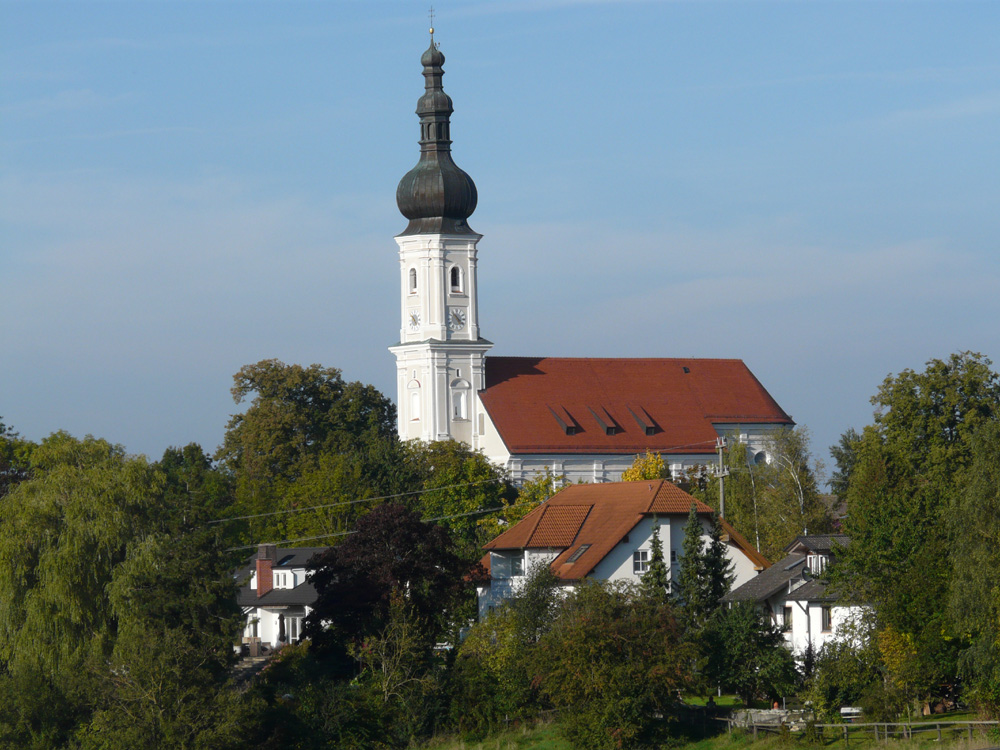
Außenansicht der Pfarrkirche St. Johannes in Aufkirchen

Die römisch-katholische Pfarrkirche St. Johann Baptist in Aufkirchen, einem Ortsteil der Gemeinde Oberding im oberbayerischen Landkreis Erding, ist ein stattlicher Barockbau des Erdinger Stadtmaurermeister Anton Kogler, der im Jahre 1725 begonnen und 1730 durch dessen Nachfolger Johann Baptist Lethner fertiggestellt wurde. Patron der Kirche und der Pfarrei, die heute dem Pfarrverband Erdinger Moos angehört, ist Johannes der Täufer (Gedenktag: 24. Juni).

## Geschichte
Die erste urkundliche Erwähnung Aufkirchens fand während der Amtszeit von Gottschalk von Hagenau als Freisinger Bischof statt. Damals übertrug ein Graf Otto seine Besitzung in Aufkirchen an das Domkapitel. Aufgrund des Kirchenpatroziniums ist ein hohes Alter der Pfarrei wahrscheinlich. Noch bis weit in das 19. Jahrhundert hinein war Aufkirchen geistlicher Mittelpunkt des gesamten Moosrains, der Landschaft am Rande des Erdinger Mooses. Erst 1884 wurde Moosinning zur Pfarrei erhoben, 1946 folgten Niederding und Schwaig. Seit dem 1. Mai 1983 ist Aufkirchen wieder mit den beiden letztgenannten Pfarreien in einem Pfarrverband vereinigt. Vor einigen Jahren ist auch die Pfarrei Eitting zum Pfarrverband hinzugekommen.
Im April 2012 wurde eine Renovierung des Pfarrkirche abgeschlossen.

## Architektur

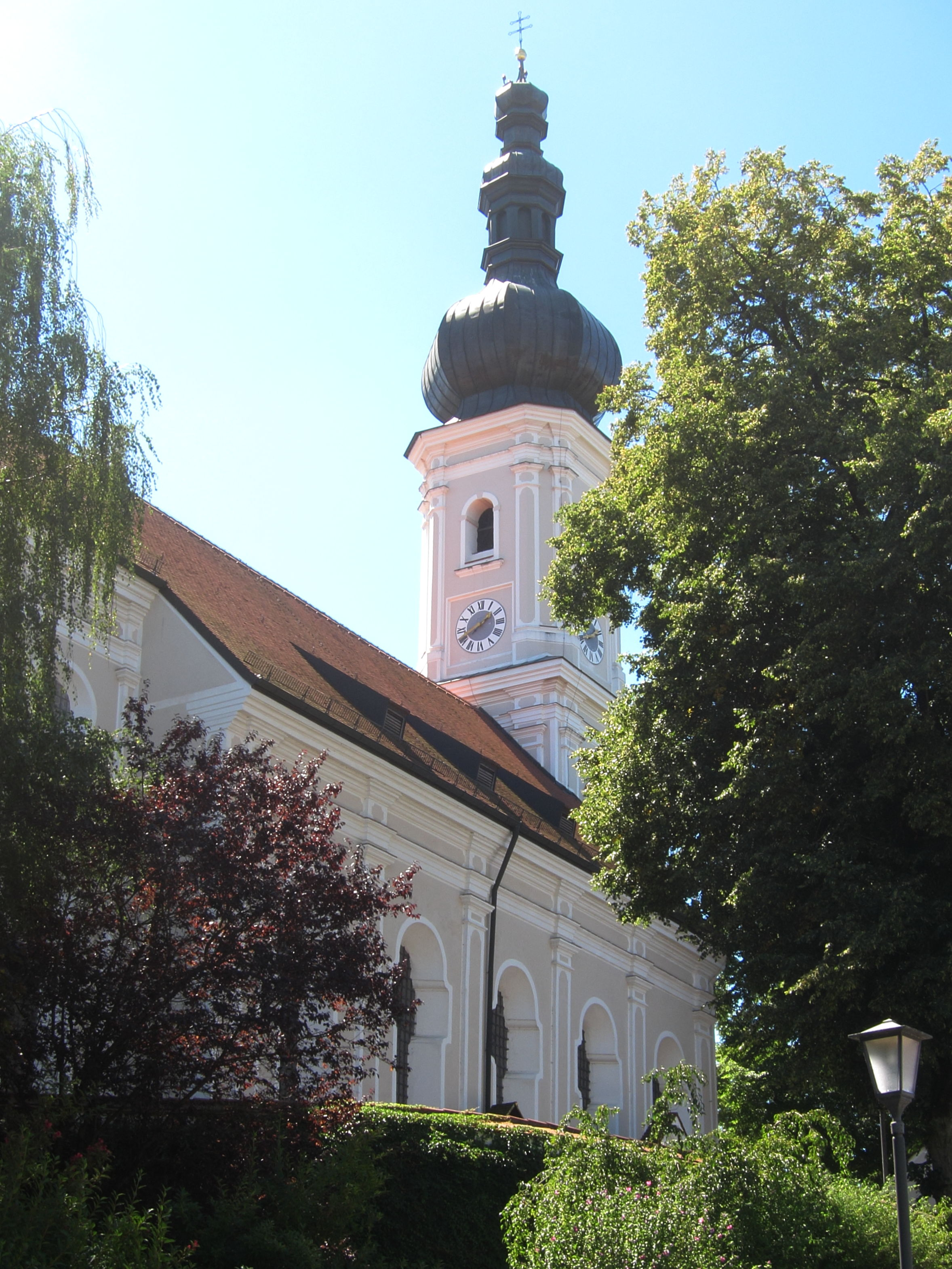
Außenansicht von Nordost

Die Pfarrkirche St. Johann Baptist in Aufkirchen ist ein bedeutendes Werk von Anton Kogler und besitzt für eine Landkirche überaus stattliche Ausmaße. Durch seine Lage auf einer Erhebung am Rande des Erdinger Mooses ist der Bau weithin sichtbar. Es handelt sich um eine barocke Saalkirche mit fünf Langhausachsen und einem merklich eingezogenen, zweijochigen Chor, der auf der Ostseite mit einer halbrunden Apsis geschlossenen ist. Langhaus und Chor sind unter einem gemeinsamen Satteldach vereinigt. Der Außenbau ist durch Pilaster und mehrfach verkröpftes Gebälk gegliedert. Die Fensteröffnungen werden von geschwungenen Linien berandet.
Auf der Westseite ist ein Spindelhelmturm mit Laterne angebaut, der ein typisches Merkmal der Barockkirchen im Erdinger Land ist. Der dreigeschossige Turm über quadratischem Grundriss wird durch Pilaster und Lisenen an den Kanten gegliedert und besitzt weit auskragendes, profiliertes Gebälk als Geschosstrennung. Das obere Geschoss, welches Glockenstuhl, Schallöffnungen und Turmuhr enthält, besitzt abgeschrägte Ecken. Auf der Südseite des Chores ist die zweigeschossige Sakristei angebaut.
Der Innenraum wird von einem Tonnengewölbe mit Stichkappen überspannt. Dieses ist nicht stuckiert, besitzt aber stattdessen leichtes, malerisches Rokokodekor. Im rückwärtigen Langhausjoch ist eine Doppelempore eingezogen, auf deren oberem Geschoss die Orgel steht.

## Ausstattung

### Altäre
Der prunkvolle Hochaltar ist ein Werk des Dorfener Altarschreiners Matthias Fackler von 1771. Der Aufbau wird von sechs gestaffelt angeordneten, korinthisierenden Säulen aus Stuckmarmor getragen. Das große Altarblatt wurde vom Freisinger Hofmaler Johann Baptist Deyrer geschaffen und zeigt den Kirchenpatron, Johannes den Täufer. Es wird flankiert von Skulpturen der Apostel Johannes und Andreas, die von dem Landshuter Bildhauer Christian Jorhan d. Ä. stammen. Darunter ist ein Tabernakel im Stile des Rokoko angeordnet, der um 1775 entstanden sein dürfte. Im geschweiften Altarauszug ist ein Gemälde der Heiligen Familie zu sehen, darüber Gott Vater und die Heilig-Geist-Taube. Den oberen Abschluss bildet eine goldene Krone. Der Altar ist mit Rocailleschnitzereien und Putten reich geschmückt.
Die beiden im Aufbau identischen Seitenaltäre standen von 1736 bis 1770 in der Wallfahrtskirche Maria Thalheim bei Fraunberg und wurde nach Aufkirchen verkauft. Entworfen wurden sie von dem Erdinger Maler Johann Michael Rieder, ausgeführt von Johann Michael Hiernle. Beide Altäre besitzen je zwei Paare gewundenen Säulen mit korinthisierenden Kapitellen, verkröpfte Gebälkstücke, einen geschweiften Auszug und je zwei Figuren von Anbetungsengeln. Der nördliche (linke) Seitenaltar enthält das Gemälde Maria vom Troste, das die Mutter Gottes mit dem Jesuskind zeigt und von der gleichnamigen Gebetsbruderschaft verehrt wird. Auf der Mensa befindet sich ein Rokokoschrein mit Reliquien des heiligen Clemens. Am südlichen (rechten) Seitenaltar ist an zentraler Stelle eine Figur des gegeißelten Heilands angeordnet, darunter ein weiterer Reliquienschrein mit Gebeinen des heiligen Johannes Nepomuk. Im Auszug ist ein Gemälde der Mater Dolorosa zu sehen.

### Kanzel
Die reich geschmückte, rechteckige Barockkanzel stammt aus der Zeit um 1700 und wurde aus dem Vorgängerbau übernommen. Sie wurde lediglich 1731 durch Johann Michael Rieder neu gefasst. Im gleichen Jahr kamen auch neu gestaltete Halbfiguren der vier Evangelisten und der vier Kirchenväter sowie eine Statue des St. Salvator des Freisinger Bildhauers Martin Sailler hinzu.

### Übrige Ausstattung
Auch das Chorgestühl und die Beichtstühle stammen aus der Zeit des Rokoko. Der Taufstein wurde 1729 von dem Erdinger Steinmetz Christian Pemeram gefertigt. Erwähnenswert ist außerdem die reich geschnitzte Sakristeitüre, die um 1730 von Caspar Sandtner um 1730 angefertigt wurde. Darüber befindet sich ein Gemälde des heiligen Johannes Nepomuk. Im unteren Emporengeschoss sind zwei weitere Gemälde aus der Zeit um 1800 zu sehen, welche den heiligen Johannes von Krakau und die heilige Maria zeigen. Das klassizistische Abschlussgitter, welches den Raum unter der Empore vom übrigen Kirchenraum abtrennt, dürfte um 1790 entstanden sein.

### Orgel
Die erste Orgel der Kirche, die 1735 von dem Landshuter Orgelbauer Franz Mitterreither erbaut worden war, ersetzte man 1819 durch ein neues Instrument des Moosburger Orgelbauers Ludwig Ehrlich. Die heutige mechanische Kegelladen-Orgel, ein Werk des Münchner Orgelbauers Franz Borgias Maerz mit insgesamt zehn Register auf einem Manual und Pedal, wurde 1889 aufgestellt und besitzt einen Prospekt im Stil der Neorenaissance. Ungewöhnlich ist die in das Gehäuse eingelassene Uhr. Die Disposition der Orgel lautet wie folgt:
| I Manual C–f3 |            |       |
| 1.            | Bourdon    | 16′   |
| 2.            | Prinzipal  | 8′    |
| 3.            | Gamba      | 8′    |
| 4.            | Salicional | 8′    |
| 5.            | Gedeckt    | 8′    |
| 6.            | Octav      | 4′    |
| 7.            | Rohrflöte  | 4′    |
| 8.            | Mixtur III | 2 ⁄3′ |

| Pedal C–d1 |        |     |
| 9.         | Subbaß | 16′ |
| 10.        | Cello  | 8′  |

- Koppeln: I/P

### Glocken

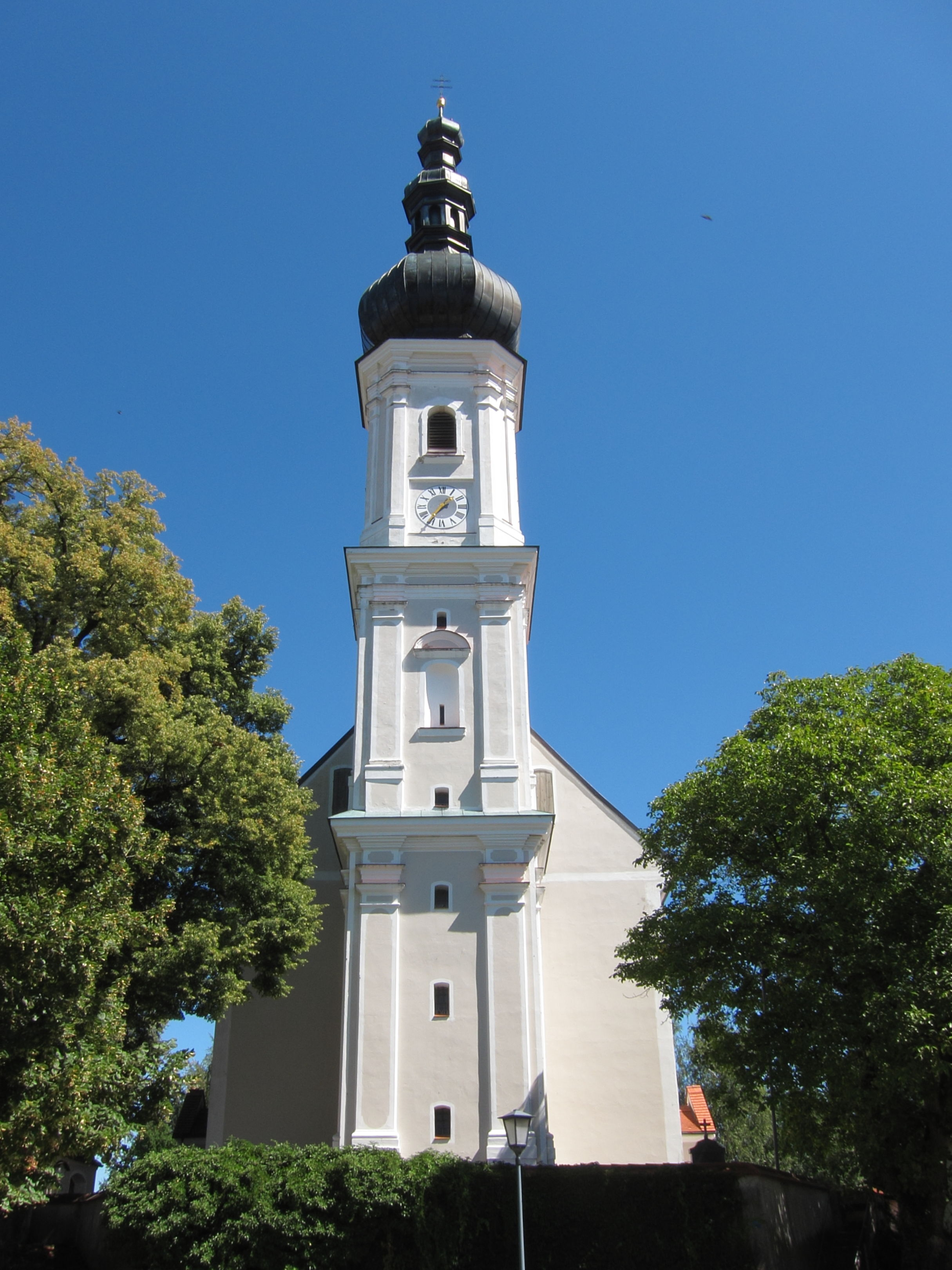
Spindelhelmturm der Aufkirchener Pfarrkirche

1864 wurde das insgesamt 925 Kilogramm schwere Geläut an den Erdinger Glockengießer Josef Bachmair abgegeben. Dieser fertigte im gleichen Jahr drei neue Glocken, die insgesamt 910 Kilogramm, 500 Kilogramm und 330 Kilogramm schwer waren. Das Motiv dieses Geläuts lautete e1 – g1 – h1. Heute befinden sich folgende drei Glocken in dem schönen Barockturm:
| Nr. | Name               | Gussjahr | Gewicht [kg] | Durchmesser [cm] | Höhe [cm] | Schlagton |
| --- | ------------------ | -------- | ------------ | ---------------- | --------- | --------- |
| 1.  | St. Maria          | 1952     | 1.100        | 126              | 122       | d1        |
| 2.  | St. Johann Baptist | 1948     |              | 110              | 100       | fis1      |
| 3.  | St. Josef          | 1932     |              | 90               | 87        | a1        |